# Herman Verrips
Herman Verrips (18 augustus 1962) is een voormalig Nederlands voetballer die van 1981 tot 1993 onder contract stond bij FC Utrecht en daarna nog twee seizoenen bij FC Zwolle. Hij speelde als verdediger.

## Statistieken
| Seizoen | Club       | Land      | Competitie     | Wed. | Goals |
| ------- | ---------- | --------- | -------------- | ---- | ----- |
| 1981/82 | FC Utrecht | Nederland | Eredivisie     | 1    | 0     |
| 1982/83 | FC Utrecht | Nederland | Eredivisie     | 25   | 0     |
| 1983/84 | FC Utrecht | Nederland | Eredivisie     | 10   | 0     |
| 1984/85 | FC Utrecht | Nederland | Eredivisie     | 25   | 0     |
| 1985/86 | FC Utrecht | Nederland | Eredivisie     | 34   | 0     |
| 1986/87 | FC Utrecht | Nederland | Eredivisie     | 24   | 0     |
| 1987/88 | FC Utrecht | Nederland | Eredivisie     | 23   | 1     |
| 1988/89 | FC Utrecht | Nederland | Eredivisie     | 32   | 1     |
| 1989/90 | FC Utrecht | Nederland | Eredivisie     | 29   | 0     |
| 1990/91 | FC Utrecht | Nederland | Eredivisie     | 23   | 0     |
| 1991/92 | FC Utrecht | Nederland | Eredivisie     | 9    | 0     |
| 1992/93 | FC Utrecht | Nederland | Eredivisie     | 16   | 0     |
| 1993/94 | FC Zwolle  | Nederland | Eerste divisie | 27   | 0     |
| 1994/95 | FC Zwolle  | Nederland | Eerste divisie | 29   | 0     |
| Totaal  | Totaal     | Totaal    | Totaal         | 307  | 2     |

## Erelijst
FC Utrecht
- KNVB beker

1985